# Мыльникова, Вера Андреевна
Вера Андреевна Мыльникова (род. 25 июня 1950, Ленинград) — советский и российский художник-живописец, специалист в области монументального искусства. Член Союза художников СССР (с 1978). Академик РАХ (2006). Заслуженный художник Российской Федерации (2016).

## Биография
Родилась в семье народного художника СССР Андрея Мыльникова.
С 1970 по 1975 год под руководством своего отца обучалась в мастерской монументальной живописи Института живописи, скульптуры и архитектуры имени И. Е. Репина АХ СССР.
С 1975 по 1979 год художник Творческой мастерской монументальной живописи. С 1982 по 1987 год являлась членом Художественного совета ленинградского отделения Художественного фонда РСФСР. С 2000 года — помощник президента Российской академии художеств по Санкт-Петербургу и с 2012 года — руководитель Творческой мастерской монументальной живописи РАХ в Санкт-Петербурге.
В. А. Мыльникова была автором художественной мозаики для Чебоксарского медицинского института (1976), художественной росписи Зала приемов Дома Советов РСФСР (1979), художественной росписи центрального плафона Новосибирского сельскохозяйственного института (1984). Среди ее живописных произведений — «Натюрморт. Красное — зеленое» (2010), «Девочка с черепом» и «Нимфа» (2011), «Мальчик с луком» (2012), «Девушка с козлом», «Святой Себастьян» и «Утро» (2015), «Мадонна» (2016), «Осмеяние Христа» и «Казанова» (2018).
С 1974 года В. А. Мыльникова являлась участницей всевозможных художественных выставок, в том числе персональных, проходивших в России и за рубежом, в том числе в 1992 году в Гамбурге и в 1995 году — в Париже. Произведения В. А. Мыльниковой представлены в государственных и общественных коллекциях Российской Федерации, США, Испании, Швеции, Германии, Франции и Польши.
С 1978 года В. А. Мыльникова была избрана членом Союза художников СССР. В 2006 году была избрана Действительным членом РАХ по Отделению живописи.

## Семья
- Отец — Андрей Андреевич Мыльников (1919—2012) — советский, российский художник-живописец, график, монументалист, педагог.
- Мать — Ария Георгиевна Пестова (1928—1999), солистка балета Мариинского театра. После окончания работы в театре преподавала в Академии русского балета имени А. Я. Вагановой.
- Муж — Всеволод Аркадьевич Акцынов (род. 1947), советский российский живописец, график, педагог, заслуженный художник Российской Федерации, член-корреспондент Российской Академии художеств, профессор Санкт-Петербургского Государственного Академического института живописи, скульптуры и архитектуры имени И. Е. Репина.
- Дочь — Дарья Всеволодовна Мыльникова-Акцынова (1974—2021), художник.
- Сын — Андрей Всеволодович Акцынов (род. 1987), журналист.

### Оценки творчества
По словам президента РАХ З. К. Церетели: 

Успехи Веры рождают во мне чувство гордости. Ее произведения красивы, интересны, талантливы. В них заключена особая музыкальность цветовых пятен и линий. Декоративность органично сочетается с остротой ощущения колорита и пластики. В изображение реальности она вносит внутренний мир своих переживаний и фантазий. Это придает ее искусству индивидуальное звучание.
Академик РАХ, директор Государственного Русского музея В. А. Гусев: 

Вepa Андреевна Мыльникова — талантливый художник, профессиональный мастер и добрый человек. Сочетание этих качеств сообщает ее работам притягательную силу подлинного искусства и столь нужное нам, особенно сегодня, ощущение гармонии бытия. Оно сохраняется и тогда, когда на смену декоративной, праздничной насыщенности ранних работ приходит с годами большая напряженность, драматизм трактовки излюбленных тем, мотивов, жанров. Художница счастливо избегает искушений модой, рынком, конъюнктурой, доверяя прежде всего себе, своей натуре, интуиции, сохраняя верность извечным ценностям и тем никогда не теряющим актуальности урокам, которые получены в школе высокого профессионального мастерства — Академии художеств.
По словам известного художника-живописца, академика РАХ Таира Теймура Салахова:

На протяжении многих лет слежу за развитием творческой индивидуальности Веры Мыльниковой, которая росла в атмосфере духовности и подлинного искусства, в семье моих друзей — выдающегося художника современности и прекрасной балерины, к глубокому сожалению, безвременно от нас ушедшей. Уже ранние работы Веры, показанные на молодежных выставках, сразу обратили на себя внимание художественной общественности. Ее искусство органично вошло в культурную жизнь Санкт-Петербурга и нашей страны в целом. Пишет ли она портрет, натюрморт, пейзаж, создает ли витраж или роспись — везде проявляются ее врожденное чувство гармонии, музыкальность, колористическое мастерство. В творчестве художника соединились традиции реалистического искусства с неустанными поисками новых пластических решений.
28 июня 2016 году Указом Президента России «За заслуги перед искусством» В. А. Мыльникова была удостоена звания Заслуженный художник Российской Федерации.